# Тапакуло аргентинський
Тапакуло аргентинський (Scytalopus speluncae) — вид горобцеподібних птахів родини галітових (Rhinocryptidae).

## Поширення
Поширений по всій східній та південно-східній частині Бразилії у внутрішніх районах півдні штату Баїя, західної частини Еспіріту-Санту та південного Мінас-Жерайса на південь до Ріо-Гранде-ду-Сул та північно-східної Аргентини (провінція Місьйонес). Мешкає у підліску та на узліссях вологих гірських лісів атлантичного лісу до 2500 метрів над рівнем моря.